# Ніколас Мербюрг
Ні́колас Мербюрг (нід. Nicolaas Meerburgh, 1734–1814) — нідерландський ботанік, садівник, куратор (лат. hortulanus) Лейденського ботанічного саду у 1774-1814 роках.

## Біографія
Ніколас Мербюрг народився 1734 року в Лейдені, точна дата народження невідома, але відомо, що його хрестили 3 лютого. Можливо, навчався у ботаніка — Адріана Стекховена.
З 1752 року Мербюрг працював у Лейденському ботанічному саду. В 1774 року був призначений його куратором і залишався на цій посаді до самої смерті. Працював під керівництвом трьох директорів саду — Адріана ван Роєна, Давіда ван Роєна і Себальда Юстінуса Брюгманса.
28 жовтня 1763 року Ніколас Мербюрг одружився з Елс'є Гердінк з Гелдерланда. Подружжя мало чотирьох дітей: доньку Катріну Герарду (нар. 1776 р.) та трьох синів — Яна (нар. 1769 р.), Ніколаса (нар. 1778 р., пом. до 1781 р.) і Ніколаса (нар. 1781 р.).
1775 року Мербюрг почав видавати серію з 50 ілюстрацій під назвою «Ілюстрації рідкісних рослин» (нід. Afbeeldingen van zelzdame gewassen). Наприкінці 1789 року вийшла з друку латинська версія цієї книги, «Plantae rariores vivis coloribus depictae», яка містила вже 55 малюнків. В ній були вперше описані кілька видів рослин, зокрема Impatiens capensis Meerb.. 1798 року Ніколас Мербюрг видав ще одну серію ботанічних малюнків Plantae selectarum icones depictae, де було 28 ілюстрацій.
У 1782 році він провів екскурсію Лейденським ботанічним садом для німецького ботаніка і директора Ганноверського ботанічного саду Ергарта. Останній був вражений як екзотичними рослинами, що росли у ботанічному саду, так і глибокими знаннями Мербюрга з ботаніки.
Помер в Лейдені 20 березня 1814 року. Після смерті Мербюрга його син 1816 року продав гербарій батька, наразі його місцезнаходження не встановлене.
Оригінали ілюстрацій зі збірок «Ілюстрації рідкісних рослин» та «Plantae selectarum icones depictae» зберігаються у Міссурійському ботанічному саду.
На честь Мербюрга названий рід рослин Meerburgia Moench.